# Kriegsmedaille (Österreich)

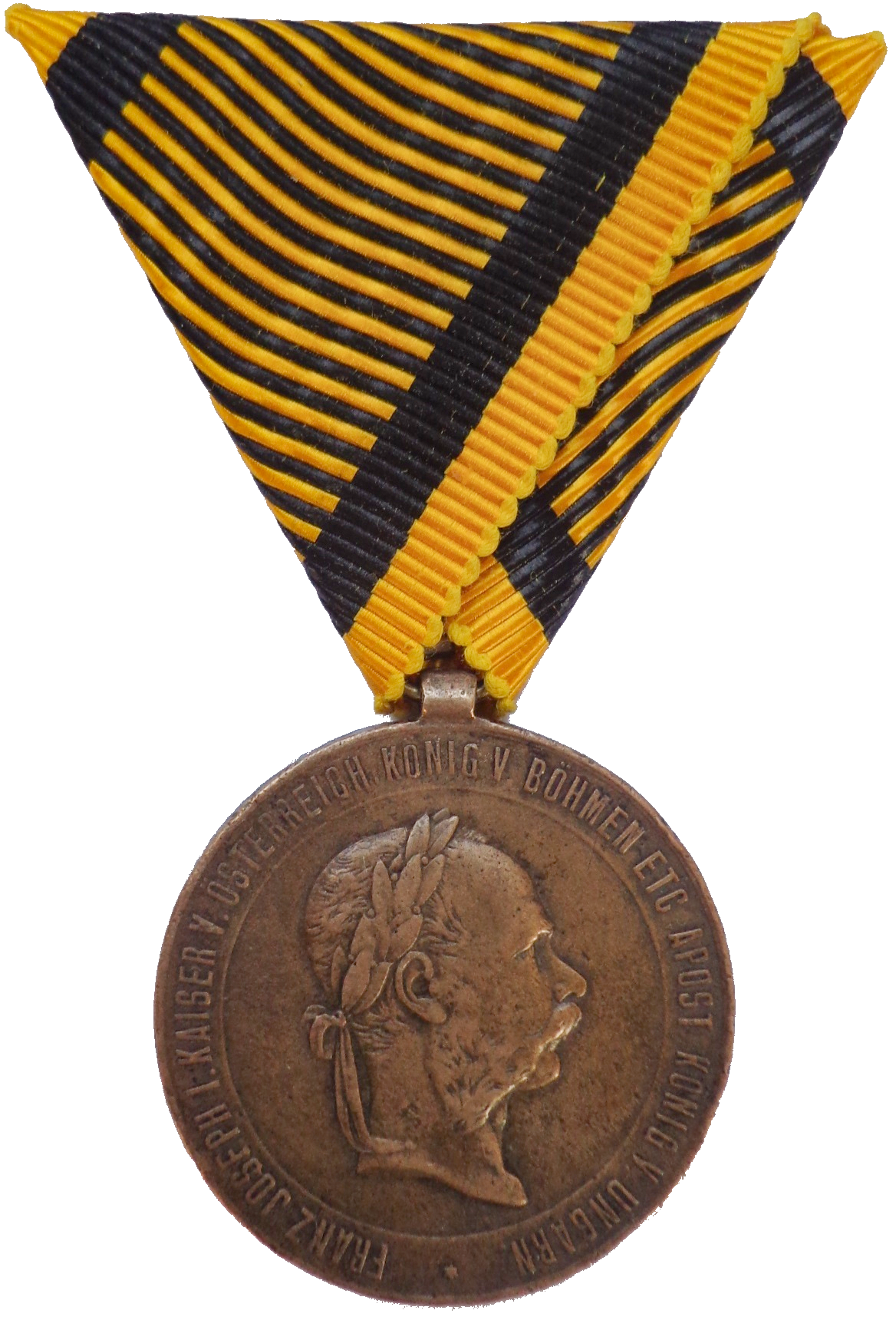
Kriegsmedaille (Avers)

Kriegsmedaille (Revers)

Die Kriegsmedaille wurde am 2. Dezember 1873 durch Kaiser Franz Joseph I. von Österreich-Ungarn aus Anlass seines 25-jährigen Regierungsjubiläums gestiftet und konnte an alle Militärpersonen der k. und k.-Streitkräfte verliehen werden, die an einem oder mehreren Feldzügen der Jahre 1848, 1849, 1859, 1864, 1866, 1869, 1878, 1882, sowie an den militärischen Einsätzen im Verlauf des chinesischen Boxeraufstandes 1900 bis 1901, teilgenommen haben.

## Aussehen
Die aus der Bronze erbeuteter Geschütze gefertigte runde Medaille zeigt den nach rechts gewandten Kopf des Stifters. Umlaufend FRANZ JOSEPH I. KAISER V. ÖSTERREICH, KÖNIG V. BÖHMEN ETC. APOST. KÖNIG V. UNGARN. Rückseitig von einem nach oben offenen Kranz aus Lorbeer- (links) und Eichenzweigen (recht) umschlossen die dreiteilige Inschrift 2. DECEMBER 1873.
Das Ordensband ist gelb-schwarz quer schraffiert, von einem schwarzen Seitenstreifen begrenzt und von einem gelben Randstreifen abgeschlossen.
Getragen wurde die Auszeichnung am Dreiecksband auf der linken Brust.
Während des Ersten Weltkriegs wurde die Medaille nicht verliehen.

## Träger (Auswahl)
- Eduard Schöningh, Hauptmann im Marine-Zeugs-Korps
- Johann Baptist von Waldstätten (1833–1914), österreichischer Feldzeugmeister
- Liborius Hausner Edler von Hauswehr (1834–1925), österreichischer Feldmarschalleutnant
- Rudolf Lenk von Wolfsberg (1834–1907), österreichischer Feldmarschalleutnant
- Georg von Waldstätten (1837–1918), österreichischer Feldzeugmeister
- Stephan Mayerhoffer von Vedropolje (1839–1918), österreichischer Feldmarschalleutnant
- Edmund Lober von Karstenrod (1857–1930), österreichischer Feldmarschalleutnant
- Adalbert Spányik von Dömeháza (1858–1930), österreichischer Feldmarschalleutnant
- Gabriel Franz Marenzi von Tagliuno und Talgate (1861–1934), österreichischer Feldmarschalleutnant
- Wenzel Zrust (1881–1940), Erster Oberbereiter der Spanischen Hofreitschule